# کاستیونه آندونو
کاستیونه آندونو (به ایتالیایی: Castione Andevenno) یک کومونه در ایتالیا است که در استان سوندریو واقع شده‌است.

## خصوصیات
کاستیونه آندونو ۱۷٫۱ کیلومترمربع مساحت و ۱٬۵۴۵ نفر جمعیت دارد.